# Mohrensternia
Mohrensternia is een geslacht van uitgestorven weekdieren uit de klasse van de Gastropoda (slakken).

## Soorten
- Mohrensternia andrusovi (Iljina in Roshka, 1973) †
- Mohrensternia angulata (Eichwald, 1830) †
- Mohrensternia banatica Jekelius, 1944 †
- Mohrensternia friedbergi Anistratenko, 2005 †
- Mohrensternia hollabrunnensis Kowalke & Harzhauser, 2004 †
- Mohrensternia hydrobioides Hilber, 1897 †
- Mohrensternia moesinensis Jekelius, 1944 †
- Mohrensternia nitida Zhizhchenko, 1936 †
- Mohrensternia perinflata Friedberg, 1923 †
- Mohrensternia pfaffstaettensis Kowalke & Harzhauser, 2004 †
- Mohrensternia politioanei Jekelius, 1944 †
- Mohrensternia sarmatica Friedberg, 1923 †
- Mohrensternia soceni Jekelius, 1944 †
- Mohrensternia subprotogena Zhizhchenko, 1936 †
- Mohrensternia waldhofensis Kowalke & Harzhauser, 2004 †